# Japansk såghaj
Japansk såghaj (Pristiophorus japonicus) är en hajart som beskrevs av Günther 1870. Japansk såghaj ingår i släktet Pristiophorus och familjen Pristiophoridae. IUCN kategoriserar arten globalt som otillräckligt studerad. Inga underarter finns listade i Catalogue of Life.
Arten förekommer i havet kring Japan, Koreahalvön och östra Kina. Den vistas vanligen i områden som ligger 50 till 800 meter under havsytan. Regioner nära kusten nås bara när kallt vatten stiger upp.
Födan utgörs av smådjur som lever nära havets botten. Individerna blir 1,35 till 1,55 meter stora.